# 小行星2894
小行星2894（2894 Kakhovka）是一颗围绕太阳公转的小行星。1978年9月27日，柳德米拉·切爾尼赫在克里米亚发现了此天体。
該小行星以烏克蘭的城市卡霍夫卡命名。
这颗小行星的绝对星等为31.8664138766524等。